# Cerasinops
Cerasinops ist eine Gattung der Vogelbeckensaurier (Ornithischia) aus der Gruppe der Ceratopsia.

## Merkmale
Cerasinops war ein relativ kleiner, rund 1 Meter großer Dinosaurier. Wie bei allen Ceratopsia wurde die langgestreckte Schnauze aus dem Rostralknochen und dem Praedentale gebildet. Das Zwischenkieferbein (vor dem Oberkieferknochen) war mit Zähnen versehen, was ein urtümliches Merkmal darstellt. Der Kopf war wie bei vielen Ceratopsia groß und wuchtig, am Hinterende befand sich das für diese Dinosauriergruppe typische Nackenschild, das vergleichsweise kurz, aber hoch war. Die Zähne waren an eine pflanzliche Ernährung angepasst.
Die Vorderbeine waren deutlich kürzer als die Hinterbeine, Cerasinops dürfte sich die meiste Zeit biped (auf zwei Beinen) fortbewegt haben.

## Entdeckung und Benennung
Die fossilen Überreste von Cerasinops wurden in der Two-Medicine-Formation im US-Bundesstaat Montana entdeckt. Die Funde waren über zwei Jahrzehnte unter dem Spitznamen „Cera“ bekannt, bevor die formelle Erstbeschreibung im Jahr 2007 erfolgte. Der Name leitet sich vom lateinischen cerasinus („zur Kirsche gehörig“, eine Referenz an den Spitznamen und eine Anspielung an die dunkelrote Färbung der Funde) und dem griechischen ops („Gesicht“) ab. Typusart und einzig bekannte Art ist C. hodgskissi. Die Funde werden in die Oberkreide (santonium) auf ein Alter von 86 bis 84 Millionen Jahre datiert.

## Systematik
Cerasinops wird innerhalb der Ceratopsia als urtümlicher Vertreter der Neoceratopsia eingeordnet. Der Dinosaurier stellt eine wichtige Übergangsform zwischen den urtümlichen asiatischen und den höher entwickelten nordamerikanischen Ceratopsia dar. Die Zähne im Zwischenkieferbein sind ein Merkmal der asiatischen Tiere und ansonsten bei nordamerikanischen Ceratopsia unbekannt, während die Abnützungsspuren der Zähne denen der nordamerikanischen Tiere gleichen. Kladistische Analysen positionieren Cerasinops als Schwestertaxon der Leptoceratopsidae.